# Aero Ae270
Die Aero Ae270 ist ein Passagierflugzeug bzw. Frachtflugzeug mit Druckkabine das von der tschechischen Firma Aero entwickelt wurde. Es entstand aus dem ursprünglichen Hochdeckerprojekt L-270. Der Erstflug der Maschine fand am 25. Juli 2000 statt. Produziert wird das Flugzeug von einem Joint-Venture-Unternehmen aus Aero mit der Firma AIDC aus Taiwan. AIDC (Aerospace Industrial Development Corporation) stellt die Tragflächen und das Fahrwerk her.
Als Version Ae270P Ibis ist die Maschine mit einem Pratt & Whitney-Canada-Triebwerk ausgestattet. Die Avionik stammt von Allied-Signal Bendix/King.
2006 erfolgte die Zertifizierung nach FAR Part 23 und 36.

## Technische Daten
| Kenngröße                   | Daten |
| --------------------------- | --- |
| Besatzung                   | 1–2 |
| Passagiere                  | 8–9 |
| Länge                       | 12,24 m |
| Spannweite                  | 13,80 m |
| Höhe                        | 4,79 m |
| Flügelfläche                | 21 m² |
| Flügelstreckung             | 9,1 |
| Rüstmasse                   | 1700 kg |
| max. Startmasse             | 3300 kg |
| Anfangssteiggeschwindigkeit | 8,2 m/s |
| Reisegeschwindigkeit        | 333 km/h |
| Höchstgeschwindigkeit       | 381 km/h |
| Dienstgipfelhöhe            | 9300 m |
| Reichweite                  | 2200 km |
| Triebwerke                  | 1 × Pratt & Whitney-Canada-PT6A mit 850 PS (625 kW) (Prototyp mit Version PT6A-42A, Serie: PT6A-66A) und Vierblattpropeller |
| Stückpreis                  | ca. 2 Mio. Euro |